# Dixit

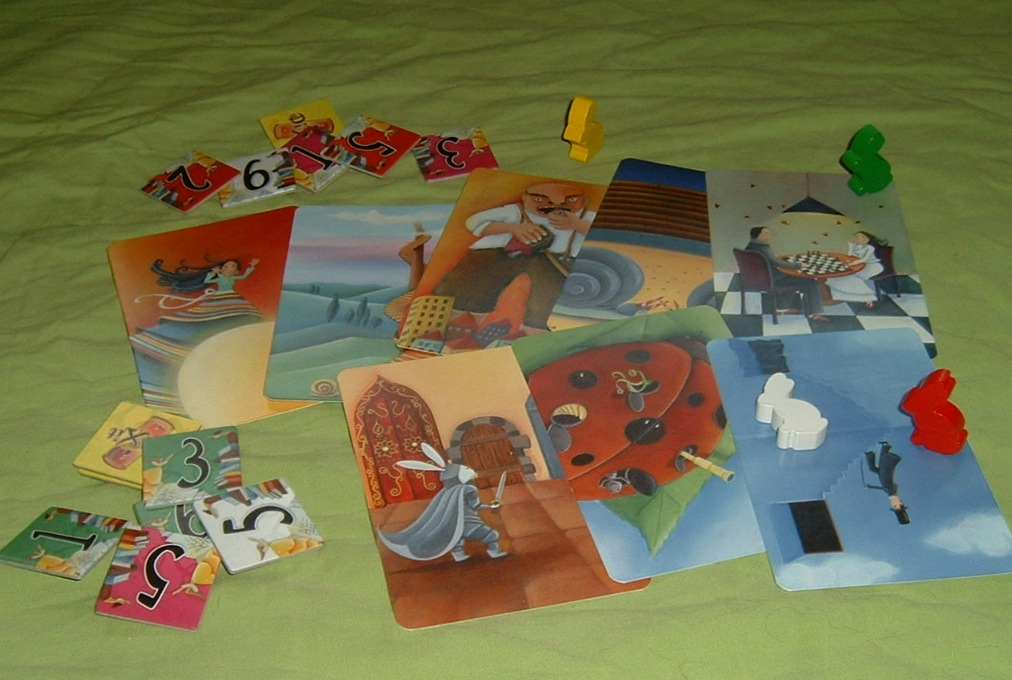
A Dixitben használt eszközök

A Dixit 3-6 játékos által játszható kreatív társasjáték. A francia Jean-Louis Roubira tervezte játék 2010-ben elnyerte a Spiel des Jahres (Az év játéka) díjat, és a Magyar Társasjátékdíj-at. A játék nyelvfüggetlen, a szabályok ismeretében a kiadástól függetlenül bármely nyelven játszható. Az újabb kiadásokban akár 12 játékos is játszhatja egyszerre.

## A játék menete
A játék során a játékosok minden körben 6-6 kártyalappal kezdenek. A kártyalapok valamennyien egy-egy teljesen egyedi, gyakran elvont vagy sokértelmű képet ábrázolnak. Minden körben egy játékos a mesélő, aki saját lapjai közül egyet kiválaszt, és anélkül, hogy a többieknek megmutatná, egy arra a kártyára asszociatívan utaló szót, mondatot mond, vagy akár énekel, rajzol, előad egy jelenetet, vagy egyéb módon kifejezi magát. A többi játékos saját lapjaiból kiválaszt egy lapot, amely szerintük a leginkább megfelel a bemutatott kifejezésnek. A mesélő a kapott lapokat összekeveri és kiteríti. Ezután a többiek megtippelik, hogy a kártyák közül melyik lehetett a mesélő eredeti lapja. Ha senki sem találja ki, vagy mindenki kitalálja az eredetit, az azt jelenti, hogy a mesélő által előadott kifejezés túl nehéz, vagy túl egyértelmű volt. Ekkor a mesélő nem kap pontot, a többiek 2-2-t. Ha azonban van, aki kitalálja, de van, aki másik lapra tippel, a mesélő 3 pontot kap, és azok is akik kitalálták, míg a megtévesztett játékosok után 1-1 pluszpontot kap az, aki az adott kártyát tette.

## Kiegészítők
Ezen kiegészítők 84 új kártyát tartalmaznek, egyik sem tartalmaz pontozótáblát vagy figurákat.
Dixit 2 - Kalandok kiegészítő: 84 új kártyát tartalmaz
Dixit 3 - Utazások kiegészítő: 84 új kártyát tartalmaz (2012)
Dixit 4 - Eredet kiegészítő: 84 új kártyát tartalmaz
Dixit 5 - Álmodozások kiegészítő: 84 új kártyát tartalmaz
Dixit 6 - Emlékek kiegészítő: 84 új kártyát tartalmaz
Dixit 7 - Látomások kiegészítő: 84 új kártyát tartalmaz (2016)
Dixit 8 - Harmóniák kiegészítő: 84 új kártyát tartalmaz
Dixit (9) 10. Jubileumi kiegészítő: 84 új kártyát tartalmaz, az eddig összes rajzművész készített hozzá kártyákat. (2018)
Dixit 10 - Tükörképek kiegészítő: 84 új kártyát tartalmaz (2020)

Dixit  Odyssey a Dixit-nek a legújabb változata. Fejtsd meg a képek rejtélyeit, kerüld el az ellenfeleid által állított csapdákat, és engedd, hadd szárnyaljon a képzeleted! A Dixit Odüsszeia új szabályvariánsokat és új, felfedezésre váró, varázslatos világokat kínál akár 12 játékos számára is! A Dixit Odyssey kiegészítőként és önálló játékként is funkcionál. Saját pontozótáblával, figurákkal és 84 új gyönyörű kártyával. Több játékosmóddal (party játékmód és a csapat verseny 6,8,10 vagy 12 főnek).